# 蒂鲁瓦鲁尔
蒂鲁瓦鲁尔（Thiruvarur），是印度泰米尔纳德邦蒂魯瓦魯爾縣的一个城镇，是该县的行政中心。2001年总人口56,280，2011年人口58,301。

## 人口
该地2001年总人口56280人，其中男性28584人，女性27696人；0－6岁人口5694人，其中男2928人，女2766人；识字率80.79%，其中男性为85.40%，女性为76.04%。